# Théâtre du Vaudeville

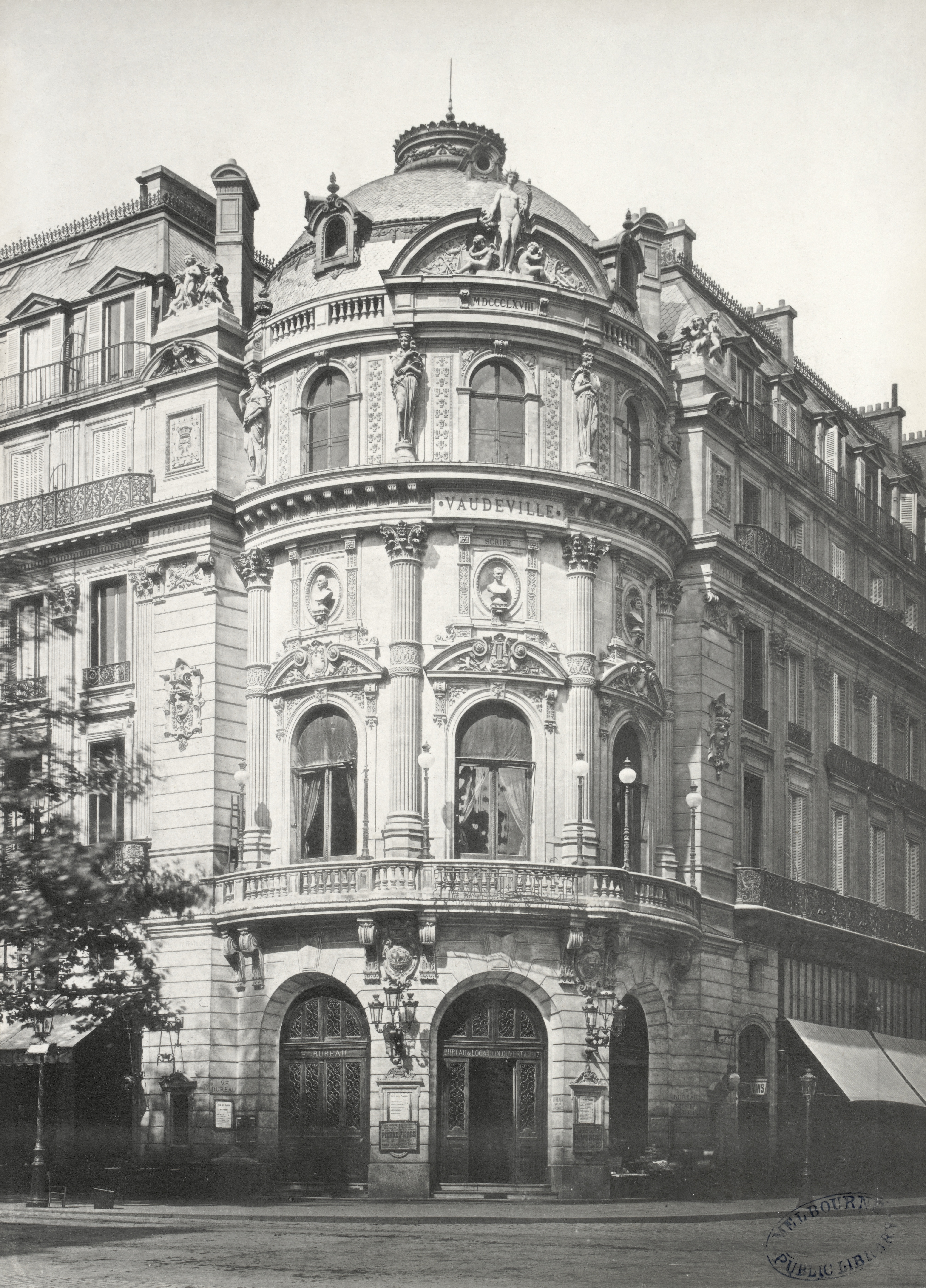
Das Théâtre du Vaudeville, Zweites Haus.

Das Théâtre du Vaudeville ist ein ehemaliges Theater in Paris, das unter diesem Namen in verschiedenen Gebäuden und an verschiedenen Orten zwischen 1792 und 1927 bestand. Das Theater ist im Napoleonischen Theaterdekret mit seiner Spezialisierung auf Vaudevilles erwähnt. Das letzte Gebäude ist heute ein Kino und trägt den Namen Gaumont Opéra.

## Erstes Haus
In der Folge der Pariser Theaterfreiheit und ihrer Erlaubnis privatwirtschaftlicher Theater wurde das Théâtre du Vaudeville 1792 in der Rue de Chartres-Saint-Honoré im Waux-hall d’hiver eingerichtet, einem ehemaligen Ballsaal. Es widmete sich einer sehr französischen Gattung des Musiktheaters: kleinen Komödien, die Couplets mit neu gedichteten Texten zu bekannten Melodien enthielten, den sogenannten Vaudevilles. Als „zweitrangiges Theater“ überlebte es die Napoleonischen Theaterreformen von 1807, blieb aber ausdrücklich auf diese Theatergattung beschränkt. Hier hatte die später berühmte Schauspielerin Virginie Déjazet ihr Debüt.
Durch die Eröffnung des Théâtre du Gymnase-Dramatique 1820 bekam das Theater eine bedrohliche Konkurrenz und konnte sich nur schwer halten. Nach der Julirevolution von 1830 wurde es in Théâtre-National umbenannt.
Nach einem Brand im Jahr 1838 spielte das Theater vorübergehend im Gebäude des Théâtre du Gymnase-Dramatique.

## Zweites Haus

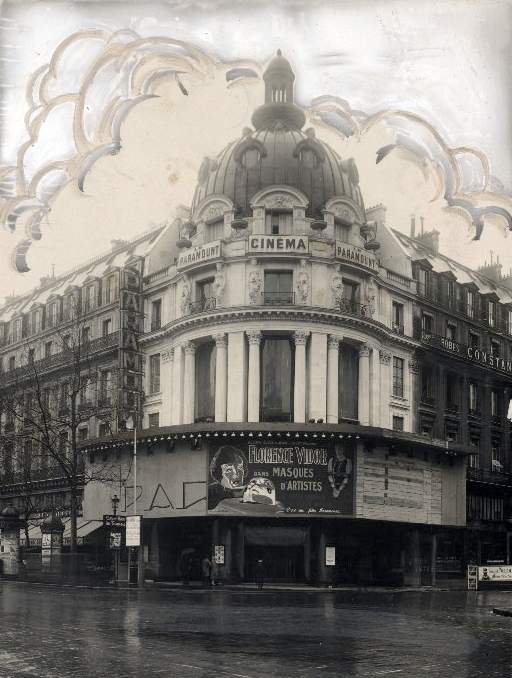
Das dritte Haus im ersten Jahr seiner Umgestaltung zum Kino 1927.

1840 fand es an der Place de la Bourse im ehemaligen Saal des Théâtre des Nouveautés, Rue Vivienne, eine neue Spielstätte, die zwischenzeitlich von der Opéra-Comique verwendet worden war, aber nicht mehr benötigt wurde. 1852 kam die Bühnenfassung des Romans Die Kameliendame von Alexandre Dumas dem Jüngeren zur Uraufführung. Giuseppe Verdi sah die Inszenierung und fasste den Entschluss, das Stück zu seiner Oper La traviata umzuarbeiten. Uraufführungen von Henri Meilhac, Eugène Labiche oder Jules Verne wurden hier gegeben. 1869 wurde das Theater abgerissen. Eine Gaststätte mit dem Namen Le Vaudeville erinnert noch an das Theater.

## Drittes Haus
1866–68 wurde auf dem Boulevard des Capucines ein drittes Haus gebaut, das den Namen Théâtre du Vaudeville trug. Es bestand als Theater bis 1927, dann wurde es von der Filmgesellschaft  Paramount Pictures übernommen, zum Kino umgebaut und in Paramount Opéra umbenannt. Als Kino besteht es noch heute, es heißt seit 2007 Opéra Gaumont.